# Kisielice
Kisielice (Freystadt in Westpreußen fino al 1945) è un comune urbano-rurale polacco del distretto di Iława, nel voivodato della Varmia-Masuria. Ricopre una superficie di 172,8 km² e nel 2004 contava 6 232 abitanti.

## Storia
Presso la località di Ogrodzieniec (Neudeck) si trovava la residenza privata del Feldmaresciallo Paul von Hindenburg che vi morì nel 1934 per poi essere tumulato nel suggestivo sacrario / memoriale di Tannenberg (Tannenberg-Nationaldenkmal / Reichsehrenmal Tannenberg) presso Olsztynek (Hohenstein). Nel 1945 l'abitazione fu saccheggiata e data alle fiamme dalle truppe sovietiche in avanzata. I ruderi furono demoliti dai polacchi nel 1950. Oggi restano visibili parti delle fondamenta nella boscaglia.

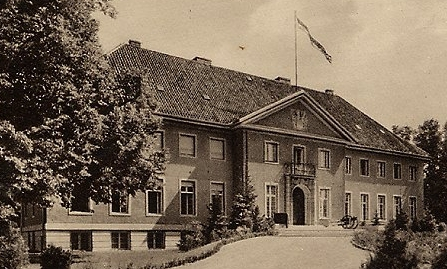
La tenuta di Neudeck (Ogrodzieniec) dove morì il generale von Hindenburg in una foto del 1928. Qui visse suo figlio, il colonnello Oskar (1883-1960), sino alla venuta dei russi nel 1945

## Amministrazione
Comunità urbane e rurali:
| Nome polacco | Nome tedesco (fino al 1945)     | Nome polacco   | Nome tedesco (fino al 1945)  |
| ------------ | ------------------------------- | -------------- | ---------------------------- |
| Biskupiczki  | Bischdorf                       | Limża          | Limbsee                      |
| Butowo       | Bauthen                         | Łodygowo       | Klein Ludwigsdorf            |
| Byliny       | Bellingswalde                   | Nowy Folwark   | Neuvorwerk                   |
| Galinowo     | Gallnau                         | Ogrodzieniec   | Neudeck                      |
| Goryń        | Guhringen                       | Pławty Wielkie | Groß Plauth                  |
| Jędrychowo   | Heinrichau                      | Sobiewola      | Sobiewolla 1913-45 Eigenwill |
| Kantowo      |                                 | Stary Folwark  | Altvorwerk                   |
| Kisielice    | Freystadt i.Westpr.             | Trupel         | Traupel                      |
| Klimy        | Harnau                          | Wałdowo        | Waldau B                     |
| Krzywka      | Krzywken 1892-1945 Niedereichen | Wola           | Wolla 193?-45 Willenfeld     |
| Łęgowo       | Langenau                        |                |                              |